# Liisa Jaakonsaari
Liisa Jaakonsaari, née le 2 septembre 1945 à Oulu, est une femme politique finlandaise, membre du Parti social-démocrate de Finlande.

## Biographie
Elle devient membre de l'Eduskunta, le parlement finlandais, à la suite des élections législatives de 1979. Elle y siège pendant plus de trente ans, n'abandonnant son siège qu'à la suite de son élection comme députée européenne.
Elle est ministre du Travail dans le gouvernement Lipponen I de 1995 à 1999.
Lors des élections européennes de 2009 elle est élue au Parlement européen, où elle siège au sein de l'Alliance progressiste des socialistes et démocrates au Parlement européen. Elle est réélue en 2014.
Au cours de la 7e législature du Parlement européen. Elle est vice-présidente de la délégation pour les relations avec le Parlement panafricain et est membre de la commission des affaires étrangères ; elle a également été vice-présidente de la commission spéciale sur la crise financière, économique et sociale de 2009 à 2011.